# Gueorgui Parvanov
Georgi Sedefchov Parvanov (en búlgaro: Георги Седефчов Първанов) (n. el 28 de junio de 1957 en Sirishtnik, Bulgaria) fue el presidente de la República de Bulgaria desde el 22 de enero de 2002 hasta el 22 de enero de 2012.
Está a favor de que Bulgaria sea miembro de la OTAN y de la UE. Se identifica como socialista. En las elecciones presidenciales de noviembre de 2001, Parvanov obtuvo un 54,13%, derrotando a su predecesor, Petar Stoyánov, que obtuvo un 45,87%. 
En 2006 fue reelegido con un 75,7%, venciendo así a su rival, Volen Siderov, que logró obtener un 24,3%.
Fue sucedido en el cargo el 22 de enero de 2012, por Rosen Plevneliev del partido Ciudadanos por el Desarrollo Europeo de Bulgaria.